# Giro de Lombardía 1997
El Giro de Lombardía 1997, la 91.ª edición de esta clásica ciclista, se disputó el 18 de octubre de 1997, con un recorrido de 250 km entre Varese y Bérgamo. El francés Laurent Jalabert consiguió imponerse en la línea de llegada. Los italianos Paolo Lanfranchi y Francesco Casagrande acabaron segundo y tercero respectivamente.

## Clasificación final
| Posición | Ciclista             | Equipo                  | Tiempo     |
| -------- | -------------------- | ----------------------- | ---------- |
| 1        | Laurent Jalabert     | ONCE                    | 5h 48' 44" |
| 2        | Paolo Lanfranchi     | Mapei-GB                | m. t.      |
| 3        | Francesco Casagrande | Team Saeco              | m. t.      |
| 4        | Michele Bartoli      | MG Maglificio-Technogym | + 03"      |
| 5        | Paolo Valoti         | Cantina Tollo-Carrier   | + 1' 07"   |
| 6        | Axel Merckx          | Polti                   | + 1' 30"   |
| 7        | Andrea Tafi          | Mapei-GB                | + 1' 31"   |
| 8        | Davide Rebellin      | La Française des Jeux   | + 1' 32"   |
| 9        | Wladimir Belli       | Brescialat-Verynet      | + 2' 21"   |
| 10       | Alessandro Bertolini | MG Maglificio-Technogym | m. t.      |